# S-IVB
S-IVB (на английски: S-IVB) – ускорителен блок, използван в конфигурацията на ракетите – носители Сатурн IB и Сатурн V. Произведен от Дъглас Еъркрафт и използван от НАСА в заключителните етапи на програмата Аполо, в програмата Скайлаб и експерименталния полет Аполо-Союз. Еволюция на ускорителната степен S-IV на ракетата – носител Сатурн I.

## История
Единадесет фирми подават документи за получаване поръчката на новия ускорителен блок до определения от НАСА краен срок – 29 февруари 1960 г. На 19 април същата година директорът на НАСА Томас К. Глинън (на английски: Thomas Keith Glennan) съобщава, че контрактът е спечелен от фирмата Дъглас Еъркрафт. В този момент Конвеър са по-близо до договор с НАСА, тъй като тяхната технология за използване на криогенни горива е най-напреднала и доказана вече при производството на Центавър. Т. К. Глинън не иска да монополизира течния водород като ракетно гориво, а от друга страна, S-IVB е близка до ускорителната степен S-IV използвана при ракетата – носител Сатурн I. По същото време НАСА взема решение да построи носител Сатурн IB, който да използва за тестове на околоземна орбита на новия кораб Аполо. Така S-IV е модифициран и на негова база е създаден S-IVB, който става втора степен в ракетата – носител Сатурн IB и трета ускорителна степен в Сатурн V.

## Дизайн
За разлика от стария блок S-IV, който има шест двигателя, новия ускорителен блок S-IVB разчита на един мощен двигател J-2. Огромния мотор има тяга от 1033,1 kN във вакуум – невиждано постижение в световната практика и гигантски специфичен импулс от 421 сек. Използвани са високоенергетични криогенни горива – течен водород (LH2) и течен кислород (LOX). Използването на един двигател дава на инженерите сериозни предимства. На първо място се понижава теглото на конструкцията – шестте двигателя RL-10 на S-IV са с теглото на J-2, но икономията идва от по-малкото конзоли за закрепване и опростяването на системите за контрол и управление на двигателя. При едно и също тегло шестте RL-10 генерират сумарна тяга около 400 kN, а J-2 – 1033,1 kN при по-висок специфичен импулс. Използването на един двигател (и увеличаването размерите на самия ускорителен блок) позволява удължена работа и не на последно място – увеличава надеждността на цялата степен. Дъглас Еъркрафт построява две отделни версии на S-IVB, сериите 200 и 500. Серия 200 е използвана от Сатурн IB. Различава се от серия 500 по това, че няма разширяваща се връзка, тъй като носи по-малко хелий на борда, защото двигателят няма да бъде рестартиран. Серия 200 има три твърдогоривни ракети за отделяне на S-IVB от първата степен на ракетата – носител, а при серия 500 тези ракети са две. В серия 200 липсват и линейните тласкащи APS-устройства, а при серия 500 те са необходими поради двукратното рестартиране на двигателя J-2. Разликите са минимални и обусловени от различното предназначение на двете ракети, в които S-IVB намира приложение.

## Спецификация
Ускорителен блок S-IVB има следните характеристики:

### Размери
- Височина – 17,80 м.
- Диаметър – 6,60 м.
- Сухо тегло – 9559 кг.
- Максимално тегло – 119 900 кг.

### Двигател
- Тип – един Rocketdyne J-2 с тяга 486,2 kN.
- Тяга във вакуум – 1033,1 kN.
- Време за работа – 500 сек.
- Специфичен импулс – 421 сек.
- Налягане в горивната камера – 763 psi.
- Дължина – 3,40 м.
- Диаметър – 2,10 м.
- Тегло – 1788 кг.
- Гориво – течен водород (LH2).
- Окислител – течен кислород (LOX).

## Производство
| Серия 200    | Серия 200                          | Серия 200                          | Серия 200                                  |
| Сериен номер | Използване                         | Дата на старта                     | Местоположение                             |
| ------------ | ---------------------------------- | ---------------------------------- | ------------------------------------------ |
| S-IVB-S      | Статични изпитания                 | Статични изпитания                 |                                            |
| S-IVB-F      | Тест на оборудването               | Тест на оборудването               |                                            |
| S-IVB-D      | Динамични изпитания през 1965 г.   | Динамични изпитания през 1965 г.   | Хънтсвил, Алабама.                         |
| S-IVB-T      | Отменено производство през 1964 г. | Отменено производство през 1964 г. |                                            |
| S-IVB-201    | AS-201                             | 26 февруари 1966                   |                                            |
| S-IVB-202    | AS-202                             | 25 август 1966                     |                                            |
| S-IVB-203    | AS-203                             | 5 юли 1966                         |                                            |
| S-IVB-204    | Аполо 5                            | 22 януари 1968                     |                                            |
| S-IVB-205    | Аполо 7                            | 11 октомври 1968                   |                                            |
| S-IVB-206    | Скайлаб 2                          | 25 май 1973                        |                                            |
| S-IVB-207    | Скайлаб 3                          | 28 юли 1973                        |                                            |
| S-IVB-208    | Скайлаб 4                          | 16 ноември 1973                    |                                            |
| S-IVB-209    | Скайлаб спасителна мисия           | Скайлаб спасителна мисия           | Космически център Джон Ф. Кенеди           |
| S-IVB-210    | Аполо-Союз                         | 15 юли 1975                        |                                            |
| S-IVB-211    | Неизползвана                       | Неизползвана                       | Хънтсвил, Алабама.                         |
| S-IVB-212    | Станция Скайлаб                    | 14 май 1973                        |                                            |
| Серия 500    |                                    |                                    |                                            |
| Сериен номер | Използване                         | Дата на старта                     | Местоположение                             |
| S-IVB-501    | Аполо 4                            | 9 ноември 1967                     |                                            |
| S-IVB-502    | Аполо 6                            | 4 април 1968                       |                                            |
| S-IVB-503    | Разрушена в процеса на изпитанията | Разрушена в процеса на изпитанията |                                            |
| S-IVB-503N   | Аполо 8                            | 21 декември 1968                   | Хелиоцентрична орбита                      |
| S-IVB-504    | Аполо 9                            | 3 март 1969                        | Хелиоцентрична орбита                      |
| S-IVB-505    | Аполо 10                           | 18 май 1969                        | Хелиоцентрична орбита                      |
| S-IVB-506    | Аполо 11                           | 16 юли 1969                        | Хелиоцентрична орбита                      |
| S-IVB-507    | Аполо 12                           | 14 ноември 1969                    | Геоцентрична орбита                        |
| S-IVB-508    | Аполо 13                           | 11 април 1970                      | Лунна повърхност                           |
| S-IVB-509    | Аполо 14                           | 31 януари 1971                     | Лунна повърхност                           |
| S-IVB-510    | Аполо 15                           | 26 юли 1971                        | Лунна повърхност                           |
| S-IVB-511    | Аполо 16                           | 16 април 1972                      | Лунна повърхност                           |
| S-IVB-512    | Аполо 17                           | 7 декември 1972                    | Лунна повърхност                           |
| S-IVB-513    | Аполо 18                           | отменен                            | Космически център Линдън Джонсън           |
| S-IVB-514    | Неизползвана                       | Неизползвана                       | Космически център Джон Ф. Кенеди           |
| S-IVB-515    | Резервна за Скайлаб                | Резервна за Скайлаб                | Национален аерокосмически музей, Вашингтон |

## Развитие
На базата на S-IVB е разработен нов ускорителен блок EDS (на английски: Earth Departure Stage), който ще бъде
използван в ракетата Арес I. Двата блока имат сходни характеристики, тъй като използват двигателя J-2 (при EDS – усъвършенстваната серия J-2X).

## Галерия
- S-IVB-206 се подготвя за мисията Скайлаб 2
- S-IVB на Аполо 7 над Кейп Канаверал, Флорида
- S-IVB сниман от борда на Аполо 7
- S-IVB веднага след отделянето от Аполо 8